# Eros crocatus
Eros crocatus là một loài bọ cánh cứng trong họ Lycidae. Loài này được Erichson miêu tả khoa học năm 1847.